# Yamashita Maki
Yamashita Maki (japanisch 山下 摩起, geboren 21. April 1890 in Arima Präfektur Hyōgo; gestorben 7. November 1973) war ein japanischer Maler der Nihonga-Richtung während der Taishō- und Shōwa-Zeit.

## Leben und Werk
Yamashita Maki wurde als ältester Sohn eines Gasthof-Besitzers geboren. Zunächst nannte er sich Masan (馬山), später Maya (摩耶). 1910 machte er seinen Abschluss an der „Fachschule für Kunst und Kunstgewerbe Kyōto“ (京都市立美術工芸学校, Kyōto shiritsu bijutsu kōgei gakkō) und studierte weiter an der „Spezialschule für Malerei Kyōto“ (京都市立絵画専門学校, Kyōto shiritsu kaiga semmon gakkō), an der er 1913 graduierte. Er bildete sich weiter an der Studienabteilung der Schule und zugleich unter Takeuchi Seihō an dessen Schule Chikujōkai (竹杖会). Während dieser Studien wurde sein Bild „Starker Wind“ (渓風, Keifū) für die 4. „Bunten“-Ausstellung angenommen, zwei Jahre später auch das Bild „Kusamura“ (くさむら), das Anerkennung fand und das ihm eine Weiterbildung an seiner alten Ausbildungsstätte ermöglichte.
1913 zog Yamashita nach Osaka um, 1918 nach Amagasaki und im folgenden Jahr nach Nishinomiya. Im selben Jahr reichte er auf der 2. Ausstellung der Künstlervereinigung „Kokuga sōsaku kyōkai“ (国画創作協会) das Bild „Kamelien“ (椿, Tsubaki) ein, das aber abgelehnt wurde. 1921 wurde auf der 3. „Teiten“ sein Bild „Am Deich“ (土堤, Dote) angenommen. 1922 zog Yamashita wieder nach Kyōto. 1924 zeigte er auf der Ausstellung der 4. Ausstellung der „Kokuga sōsaku kyōkai“ das Bild „Übung“ (習作, Shūsaku), zog 1926 wieder nach Nishinomiya, und zeigte auf der 6. Ausstellung ein weiteres Bild mit dem Titel „Übung“.
1927 ging er nach Frankreich und blieb dort bis 1929. Zurück in Japan zeigte er in Einzelausstellungen Ölbilder. In seinen späten Jahren malte er Bilder mit buddhistischem Inhalt sowie Bilder der Natur mit einer eigenen Art der Aquarellmalerei. Er malte die nach dem Pazifikkrieg wiederhergestellte fünfstöckige Pagode des Tempels Shitennō-ji innen aus und erhielt dafür 1960 den Asahi-Preis.
1974 fand im Kunstmuseum der Präfektur Hyōgo (庫県立近代美術館) eine Gedächtnisausstellung statt, zu der auch ein Katalog erschien.